# Општина Велики Комлуш
Општина Велики Комлуш (рум. Comloşu Mare) је сеоска општина у округу Тимиш у западној Румунији.

## Природни услови
Општина Велики Комлуш се налази у источном, румунском Банату и гранична је са подручјем Србије, удаљена свега 10ак километара од Кикинде. Општина је равничарског карактера.

## Становништво и насеља
Општина Велики Комлуш имала је по последњем попису 2002. године 4.806 становника, од чега Румуни чине око 75%, а Роми 20%.
Општина се састоји из 3 насеља:
- Велики Комлуш - седиште општине
- Лунга
- Мали Комлуш